# Bison, South Dakota
Bison är administrativ huvudort i Perkins County i South Dakota. Enligt 2010 års folkräkning hade Bison 333 invånare.